# China la Jocurile Olimpice de vară din 2016
China a participat la Jocurile Olimpice de vară din 2016 de la Rio de Janeiro în perioada 5 – 21 august 2016, cu o delegație de 416 de sportivi care a concurat la 26 de sporturi și un total de 710 sportivi, antrenori și oficialități. Cu 70 de medalii, inclusiv 26 de aur, s-a aflat pe locul 3 în clasamentul pe medalii după Statele Unite și Marea Britanie. Bilanțul a fost unul dezamăgitor pentru China.

## Medalii

### Multipli medaliați
| Nume          | Medalie      | Sport           | Probă                                                                |
| ------------- | ------------ | --------------- | -------------------------------------------------------------------- |
| Shi Tingmao   | Aur          | Sărituri în apă | 3 metri trambulină sincron feminin 3 metri trambulină feminin        |
| Chen Aisen    | Aur          | Sărituri în apă | 10 metri platformă sincron masculin 10 metri platformă masculin      |
| Ding Ning     | Aur          | Tenis de masă   | Simplu feminin Echipe feminin                                        |
| Ma Long       | Aur          | Tenis de masă   | Simplu masculin Echipe masculin                                      |
| Li Xiaoxia    | Aur Argint   | Tenis de masă   | Echipe feminin Simplu feminin                                        |
| Sun Yang      | Aur Argint   | Natație         | 200 metri stil liber 400 metri stil liber                            |
| Zhang Jike    | Aur Argint   | Tenis de masă   | Echipe masculin                                                      |
| Zhang Nan     | Aur Bronz    | Badminton       | Masculin dublu Dublu mixt                                            |
| Cao Yuan      | Aur Bronz    | Sărituri în apă | 3 metri trambulină masculin 3 metri trambulină sincron               |
| Huang Xuechen | Argint       | Înot sincron    | Perechi Echipe                                                       |
| Sun Wenyan    | Argint       | Înot sincron    | Perechi Echipe                                                       |
| Du Li         | Argint Bronz | Tir             | Pistol cu aer comprimat 10 m feminin Pușcă trei poziții 50 m feminin |
| Sun Yiwen     | Argint Bronz | Scrimă          | Spadă feminin pe echipe Spadă feminin                                |

### Medalii după sport
| Sport           | Aur | Argint | Bronz | Total |
| Sărituri în apă | 7   | 2      | 1     | 10    |
| Haltere         | 5   | 2      | 0     | 7     |
| Tenis de masă   | 4   | 2      | 0     | 5     |
| Atletism        | 2   | 2      | 2     | 6     |
| Badminton       | 2   | 0      | 1     | 3     |
| Taekwondo       | 2   | 0      | 0     | 2     |
| Tir             | 1   | 2      | 4     | 7     |
| Natație         | 1   | 2      | 3     | 6     |
| Ciclism         | 1   | 0      | 0     | 1     |
| Volei           | 1   | 0      | 0     | 1     |
| Înot sincron    | 0   | 2      | 0     | 2     |
| Gimnastică      | 0   | 1      | 4     | 5     |
| Box             | 0   | 1      | 3     | 4     |
| Scrimă          | 0   | 1      | 1     | 2     |
| Navigație       | 0   | 1      | 0     | 1     |
| Judo            | 0   | 0      | 2     | 2     |
| Canotaj         | 0   | 0      | 2     | 2     |
| Lupte           | 0   | 0      | 2     | 2     |
| Golf            | 0   | 0      | 1     | 1     |
| Total           | 26  | 18     | 26    | 70    |

## Natație
| Sportiv                                  | Probă         | Calificări | Calificări | Semifinale | Semifinale | Finală        | Finală        |
| Sportiv                                  | Probă         | Timp       | Loc        | Timp       | Loc        | Timp          | Loc           |
| ---------------------------------------- | ------------- | ---------- | ---------- | ---------- | ---------- | ------------- | ------------- |
| Ye Shiwen                                | 400 m mixt    | 4:45.86    | 27         | N/A        | N/A        | Nu a avansat  | Nu a avansat  |
| Zhou Min                                 | 400 m mixt    | 4:50,38    | 32         | N/A        | N/A        | Nu a avansat  | Nu a avansat  |
| Zhu Menghui Sun Meichen Tang Yi Shen Duo | 4×100 m liber | 3:37,25    | 9          | N/A        | N/A        | Nu au avansat | Nu au avansat |
| Fu Yuanhui                               | 100 m spate   | 1:00,02    | 9 C        | 58,95      | 3 C        | 58,76         | Bronz         |
| Wang Xueer                               | 100 m spate   | 1:00,59    | 14 C       | 1:01,44    | 16         | Nu a avansat  | Nu a avansat  |

| Sportiv   | Probă            | Calificări | Calificări | Semifinale   | Semifinale   | Finală       | Finală       |
| Sportiv   | Probă            | Timp       | Loc        | Timp         | Loc          | Timp         | Loc          |
| --------- | ---------------- | ---------- | ---------- | ------------ | ------------ | ------------ | ------------ |
| Wang Shun | 400 m mixt       | 4:14,46    | 10         | N/A          | N/A          | Nu a avansat | Nu a avansat |
| Sun Yang  | 400 m stil liber | 3:44.23    | 4 C        | N/A          | N/A          | 3:41.68      |              |
| Qiu Ziao  | 400 m stil liber | 3:49.45    | 26         | N/A          | N/A          | Nu a avansat | Nu a avansat |
| Li Xiang  | 100 m bras       | 59,55      | 11 C       | 1:00,25      | 13           | Nu a avansat | Nu a avansat |
| Yan Zibei | 100 m bras       | 1:00,88    | =27        | Nu a avansat | Nu a avansat | Nu a avansat | Nu a avansat |